# Las Ventas
Las Ventas é uma Praça de Toiros em Madrid, capital da Espanha. É o maior recinto deste género em Espanha e o segundo a nível mundial, só ultrapassado pela já não em atividade Praça de Touros México.
Foi inaugurada a 17 de junho de 1931, com o nome de Praça de Las Ventas del Espíritu Santo, por ser o nome do local onde se encontrava. Apesar de já estar aberta, só em 1934 entrou em funcionamento. Foi projectada pelo arquitecto José Espeliú em estilo neo-árabe (o mesmo estilo da Praça de Touros do Campo Pequeno, em Lisboa). A decoração ficou a cargo de Manuel Muñoz Monasterio. A Praça tem capacidade para 23.798 espectadores e a arena tem 60 metros de diâmetro.
A temporada tauromáquica começa em março e prolonga-se até outubro. Há corridas todos os dias na Feira de São Isidro (de meados de Maio a meados de Junho). Começam normalmente entre as cinco ou sete horas da tarde e podem durar de duas a três horas.
Desde 1951 que é possível visitar o Museo Taurino, no interior do edifício; neste encontram-se colecções de objectos relacionados com a tauromaquia e com a história da Praça.

## Triunfos Históricos

### Indultos em Las Ventas
Indulto é o prémio concedido a um toiro pela sua extraordinária bravura demonstrada nos três tércios da lide, mediante o qual lhe é perdoada a vida, de modo a sair vivo da praça a fim de ser usado como semental (reprodutor) na respectiva Ganadaria e assim transmitir os seus genes à sua descendência.     
O primeiro e único toiro indultado em Las Ventas foi o toiro "Velador" da Ganadaria de Victorino Martín, lidado por Ortega Cano em 19 de julho de 1982.
| Toiros indultados em Las Ventas |                         |                     |             |
| Ganadaria                       | Toiro                   | Data                | Matador     |
| Victorino Martín                | Velador, nº 121, 520 kg | 19 de Julho de 1982 | Ortega Cano |

### Rabos em Las Ventas
O corte das duas orelhas e rabo do toiro constituem os máximos troféus concedidos aos toureiros. No total foram concedidos 14 rabos a 12 toureiros na Praça de Las Ventas, desde a sua inauguração em 1934. 
O primeiro rabo cortado em Las Ventas foi concedido a Juan Belmonte na corrida inaugural da Praça em 21 de Outubro de 1934 na lide de um toiro de Carmen de Federico. Manuel Rodriguez "Manolete", considerado o maior toureiro da história da tauromaquia, executou no dia 6 de Junho de 1944 a sua maior faena em Madrid, premiada com duas orelhas e rabo, a um toiro, de nome "Ratão", da Ganadaria portuguesa de Pinto Barreiros.    
| Toureiros com rabos cortados em Las Ventas |       |                        |                          |
| Toureiro                                   | Rabos | Data                   | Ganadaria                |
| Juan Belmonte                              | 2     | 21 de Outubro de 1934  | Carmen de Federico       |
| Juan Belmonte                              | 2     | 22 de Setembro de 1935 | Coquilla                 |
| Manolo Bienvenida                          | 2     | 2 de Junho de 1935     | Tomás Pérez de la Concha |
| Manolo Bienvenida                          | 2     | Junho de 1936          | Sánchez Fabrés           |
| Marcial Lalanda                            | 1     | 28 de Outubro de 1934  | Terrones                 |
| Alfredo Corrochano                         | 1     | 22 de Setembro de 1935 | Coquilla                 |
| Curro Caro                                 | 1     | 29 de Setembro de 1939 | Martín Alonso            |
| Lorenzo Garza                              | 1     | 29 de Setembro de 1939 | Martín Alonso            |
| Domingo Ortega                             | 1     | 24 de Maio de 1939     | Antonio Pérez Tabernero  |
| Vicente Barrera                            | 1     | 24 de Maio de 1939     | Antonio Pérez Tabernero  |
| Pepe Bienvenida                            | 1     | 24 de Maio de 1939     | Antonio Pérez Tabernero  |
| Manolete                                   | 1     | 6 de Junho de 1944     | Pinto Barreiros          |
| Palomo Linares                             | 1     | 22 de Maio de 1972     | Atanasio Fernández       |
| / Diego Ventura (rejoneador)               | 1     | 9 de Junho de 2018     | Los Espartales           |

### Porta Grande de Madrid
A saída em ombros pela Porta Grande da Praça de Toiros de Las Ventas constitui uma honraria concedida aos toureiros premiados com, pelo menos, duas orelhas na lide dos seus toiros. A concessão de troféus em Las Ventas é das mais exigentes do Mundo, pelo que ser premiado com duas orelhas na mesma corrida é um feito difícil de alcançar.